# Omicidio di Domenico Semeraro
L'omicidio di Domenico Semeraro è un caso di cronaca nera avvenuto il 25 aprile 1990 a Roma.

## La vittima
Domenico Semeraro nacque a Ostuni, in provincia di Brindisi, nel 1946, da una famiglia contadina di consanguinei. Sua nonna era Maria Giuseppina Semeraro, soprannominata la "nonna belva" per essere stata accusata di aver commesso cinque infanticidi nel Bitontino. Lui e sua sorella Annunziata erano affetti da nanismo, una condizione che diventò oggetto di derisione e cattiverie da parte dei paesani e che gli sarebbe valso il soprannome di "Nano di Termini". Da giovanissimo Semeraro lavorò come benzinaio per pagarsi la scuola serale e quindi decise di abbandonare la Puglia e trasferirsi a Roma in cerca di fortuna.
Nella capitale, Semeraro diventò professore di applicazioni tecniche in un istituto tecnico; con la passione per l'insegnamento e i modi gentili si fece subito ben volere dagli studenti. Nel 1972 finì sulle pagine dei giornali come "il più piccolo professore d'Italia" (appena 1 metro e 30 centimetri), intervistato dalla rivista Annabella. Pochi mesi dopo, però, Semeraro andò a processo per una causa intentata dalla famiglia di un'adolescente, una certa Tania, che sarebbe stata sedotta e poi abbandonata dall'insegnante, denunciandolo per violenza carnale, ma i giudici lo assolsero. Dopo questo fatto, la carriera di docente si interruppe bruscamente, ufficialmente per un esaurimento nervoso, ma in realtà a causa di voci di "comportamenti inopportuni" verso i ragazzi. Semeraro diventò bibliotecario dell'Istituto di cinematografia "Roberto Rossellini", venendo così a contatto col mondo del cinema. Prese anche parte alla sua prima esperienza cinematografica, come breve controfigura di un bambino nel thriller erotico del 1972 Non si sevizia un paperino di Lucio Fulci con Barbara Bouchet, ispirato proprio alla macabra storia riguardante sua nonna . Recitò anche nel film Quest for the Mighty Sword di Joe D'Amato, uscito nelle sale nel 1990 dopo la sua morte.
Negli anni settanta, Semeraro si avvicinò agli ambienti della prostituzione maschile, cercando e pagando ragazzi disponibili e tossicodipendenti, essendo lui in realtà omosessuale e avendo sempre usato le donne come copertura in società. Spesso usò questi ragazzi come assistenti nel suo laboratorio di tassidermia chiamato "Igor Taxidermist", una passione che divenne il suo mestiere, al civico di via Castro Pretorio 30. Conosceva i ragazzi nei dintorni della stazione Termini, dove spesso li "raccoglieva" promettendo loro denaro, provini, droga e offerte di lavoro.

## Cronologia degli eventi
Il 27 giugno 1986 Semeraro conobbe l'attraente ragazzo romano Armando Lovaglio, nato nel 1969 e residente nel povero quartiere di Casal Bruciato, grazie ad un'inserzione sul giornale PortaPortese tramite la quale si proponeva come assistente nel laboratorio di imbalsamazione di animali dell'uomo. Semeraro fu subito attratto morbosamente da quel giovane, ancora minorenne, in cerca di pochi soldi per potersi permettere una motocicletta Honda 125 e lo prese con sé a lavorare. I due instaurarono presto una relazione basata sul consumo di droghe, specialmente eroina, sesso e dipendenza affettiva; ciò spinse Lovaglio a non andare più a scuola, a dormire dal suo "protettore", mentre i genitori tentarono inutilmente di strapparlo all'influenza di Semeraro, ricevendo una denuncia per violazione di domicilio.
L'equilibrio tra i due finì quando nel 1987, ad un annuncio per segretarie nel suo laboratorio, rispose all'appello Michela Palazzini, un'adolescente che presto diventò l'amante di Armando, in un ménage à trois che minò il controllo di Semeraro verso il ragazzo e si incrinò ancora di più dopo che, nel febbraio 1990, Palazzini diede alla luce una bambina, figlia di Armando. I due, ormai ventenni, pianificavano una vita insieme. Semeraro era ormai un ostacolo che insisteva e tormentava l'esistenza dei due ragazzi, proprio perché non tollerava di rinunciare a Lovaglio, arrivando anche a ricattarli con le foto di loro in atteggiamenti intimi e con la droga. Così, la sera del 25 aprile 1990, durante l'ennesima lite tra Lovaglio e Semeraro, dopo l'arrivo di Palazzini per avere chiarimenti circa una loro partenza per Ostuni e la minaccia al ragazzo con un bisturi da parte di Semeraro, il ragazzo uccise il tassidermista, strangolandolo con uno dei suoi foulard. Il cadavere venne poi gettato in una discarica abusiva di Corcolle, dove venne ritrovato il mattino seguente dalle forze dell'ordine. Poche ore dopo, denunciati dai genitori di Lovaglio, i due ragazzi furono arrestati.

## Il processo
Il 13 maggio 1991, Lovaglio venne ritenuto colpevole di omicidio e occultamento di cadavere e la Corte d'assise di Roma lo condannò a 15 anni di carcere da scontare a Rebibbia con le attenuanti generiche. Palazzini venne assolta per l'omicidio ma venne invece condannata ad un solo anno per la complicità nell'occultamento del cadavere di Semeraro. In secondo grado, Palazzini venne condannata a 9 anni di reclusione per concorso in omicidio, ma poi la Cassazione la assolse definitivamente. Finita di scontare la sua pena prima del tempo, Lovaglio aprì una scuola di arti marziali e morì successivamente per un infarto a Formello nel 2017, all'età di 48 anni. 

## Nella cultura di massa
Sul delitto di Semeraro, è stato tratto il film del 2002 L'imbalsamatore di Matteo Garrone, con una trama vagamente simile alla vicenda e alla cui uscita si oppose lo stesso Lovaglio uscito dal carcere in anticipo, rivendicando il diritto all'oblio. La vicenda è stata raccontata da Franca Leosini, che nel 1994 intervistò Lovaglio in carcere per la prima edizione del programma Storie maledette, nell’episodio intitolato "Seduzione - Il nano di Termini". Successivamente, se ne occupò anche Marco Marra nel 2015, dedicandovi un episodio del programma Stelle nere, dal titolo "Domenico Semeraro, l’imbalsamatore della Stazione Termini". 
Nel 2022 è uscito il romanzo del cronista Massimo Lugli Il giallo del nano della stazione, tratto liberamente dalla vicenda.